# Think for Yourself
Think For Yourself (Harrison) är en låt av The Beatles från 1965.

## Låten och inspelningen
Georges andra bidrag till Rubber Soul spelades in sent (framåt midnatt) 8 november 1965 och är mest anmärkningsvärd för att Paul spelar fuzz-bas. I övrigt, med tanke på klockan och inspelningsschemat, har en del tekniska missar smugit sig in. Låten kom med på LP:n Rubber Soul, som utgavs i England 3 december 1965 och i USA 6 december 1965. 